# Burkard von Krenkingen-Weissenburg
Burkard von Krenkingen-Weissenburg (* unbekannt; † 21. Dezember 1438) war von 1418 bis 1438 der 30. Abt von Einsiedeln.

## Herkunft und Familie

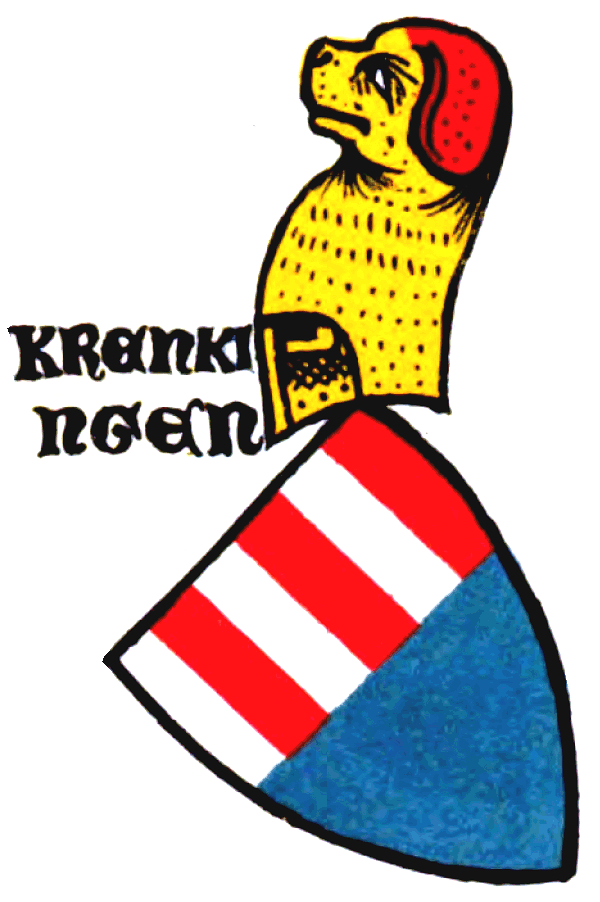
Wappen der Krenkingen in der Zürcher Wappenrolle (ca. 1340)

Burkard gehörte der jüngeren Linie der Freiherren von Krenkingen an, welche nach Aufgabe ihrer Stammburg, der Burg Altkrenkingen die Feste Weissenburg bezogen und sich danach benannten.

## Leben
Burkard war bereits 1396 Mitglied des Stiftes Einsiedeln und übernahm die Pflege des damaligen Abtes Hugo von Rosenegg. Seit dem 5. Februar 1410 wird er als Propst von St. Gerold geführt.
Es ist unklar, ob nach Hugos Ableben Burkard der einzige Konventuale war. Die Situation des Klosters rührte jedenfalls daher, dass nur Mitglieder des Adels in die Mönchsgemeinschaft aufgenommen wurden, diese sich aber vermehrt kaum mehr dafür begeistern konnten, dort einzutreten.
Neben seinen diversen Verpflichtungen betätigte sich der Abt auch als Bauherr, liess den Kreuzgang erneuern und führte ein neues Abteigebäude auf.